# Asesinato de Farjad Darvishi
El 19 de septiembre de 2022, el iraní Farjad Darvishi (en persa: فرجاد درویشی), de 23 años, fue asesinado por la policía en la ciudad de Urmia en Waliasr, Irán.

## Víctima
Farjad Darvishi (en persa: فرجاد درویشی), fue un iraní. Darvishi era del pueblo Balo, en Urmia.

## Asesinato
Darvishi estaba protestando junto con otros ciudadanos de Urm contra el liderazgo iraní tras la muerte de Mahsa Amini. Fue baleado por agentes de seguridad de la policía durante la manifestación y murió camino al hospital a causa de las heridas sufridas por los disparos. El 21 de septiembre de 2022, la Organización de Derechos Humanos del Kurdistán confirmó su asesinato como una de las seis muertes de otros manifestantes, incluidos Mohsen Mohammadi, Fereydoun Mahmoudi, Reza Lotfi, Zakariya Khiyal, Foad Ghadimi y Minou Majidi, que murieron durante las protestas iraníes de septiembre de 2022.